# ذعر من وسائل الإعلام
الذعر من وسائل الإعلام عبارة عن مصطلح غالبًا ما يستخدم لوصف النقد الموجه ضد وسيطة أو تقنية إعلامية جديدة. ومثل هذه النقاشات ركزت في السنوات الأخيرة على وسائل الإعلام، مثل شبكة الإنترنت والشبكة العنكبوتية العالمية وألعاب الكمبيوتر ووسائط التواصل الاجتماعي - إلا أن الذعر من وسائل الإعلام ظاهرة قديمة لها تاريخ كبير. وفي نهاية القرن الثامن عشر، كانت وسائل الإعلام المطبوعة عرضة للنقد الشديد في بريطانيا العظمى بسبب "السم المتدفق بشكل مستمر" عبر قناة المنشورات المبتذلة والفاجرة".
تحدد كيرستين دروتنر عالمة وسائل الإعلام الدانمركية الذعر من وسائل الإعلام بالطرق التالية:
في بعض الحالات، تؤدي النقاشات حول الوسائل الجديدة، بل وتتحول إلى، تفاعلات عاطفية تتسم بالحدة: وفي تلك الحالة، يجب أن نتفاعل مع ما يمكن أن يطلق عليه اسم الذعر من وسائل الإعلام. ويمكن أن يتم اعتبارها مواصفة للمفهوم الأشمل للذعر الأخلاقي، ولها بعض السمات الأساسية:
 تكون وسائل الإعلام محرضة للنقاش وتضفي عليه المزيد، يكون النقاش مشحونًا بشدة من الناحية العاطفية ومستقطبًا من الناحية الأخلاقية (حيث تكون وسيلة الإعلام «جيدة» أو «سيئة») حيث يتم إظهار القطب أو الجانب السلبي في معظم الحالات، يكون النقاش بين الكبار في حين يركز بشكل أساسي على الأطفال والشباب، وغالبًا ما يكون للأنصار دور مهني في الموضوع الذي تتم مناقشته مثل المعلمين أو أمناء المكتبات أو النقاد الثقافيين أو العلماء الأكاديميين، ويكون للنقاش، كونه سردًا كلاسيكيًا، ثلاث مراحل: البداية التي غالبًا ما تتركز في حالة واحدة، والذروة التي تشتمل على بعض أنواع التدخل من الجماهير أو المهنيين، والنهاية (أو مرحلة الإنهاء) التي تشير إلى قرار على ما يبدو للمشكلات المتصورة ذات الصلة.
ويمكن أن يتم اعتبار الذعر من وسائل الإعلام شكلاً من أشكال الذعر الأخلاقي المتعلق بوسائل الإعلام الجديد.